# Microloxia monotona
Microloxia monotona là một loài bướm đêm trong họ Geometridae.